# エイケン (漫画)
『エイケン』は、松山せいじによる日本の漫画。また、それを原作としたOVA。『週刊少年チャンピオン』（秋田書店）にて、2001年22・23合併号から2004年36・37合併号まで連載された。単行本は全18巻。ラジオドラマが『堀江由衣の天使のたまご』内で放送されたほか、2003年から2004年にかけてOVA『エイケン エイケンヴより愛をこめて』が発売された。本作の後日談であり正史扱いとなる作者本人による成年向け同人誌『オトナのエイケン』シリーズや、ギャグ調セルフパロディの成年向け同人誌『エイケン魔改造』もある。2020年9月アメリカ合衆国のストリーミング配信のTubiサービスに追加され、現地で日本語及び英語吹替えで視聴できるようになった 。
人工知能アートを用いたマンガリメイクは、2024年4月25日にビーグルのマンガおくにオンラインプラットフォームで連載が開始された。

## 概要
冴えない主人公・三船伝助が、謎の部活・エイケン部に入部したことで巻き起こる、学園ラブコメディ。
登場する女性キャラクターのほとんどが異様な爆乳（超乳）であり、水や汗などのあらゆる液体が精液にしか見えないなど、少年誌とは思えない表現で話題を呼んだ。
また、作者が18巻のおまけページで語っているように、本来ラブコメであればドロドロになるであろう人間関係をあっさり明るく描いたのも特徴。
登場人物たちの性的な意識の伏線のいくつかは『オトナのエイケン』で回収されている。
作者は本作の画集『エイケンレアイラスト集』の中でのコメントで「当時は連載が3年というだけで長期連載でした」と振り返っている。
キャラクターの名前などは作者の地元の地名に由来しており、物語の舞台となる「ザッショノ市」も雑餉隈をもじったものとされる。

## あらすじ
総生徒数5万4000人の巨大（マンモス）学園、私立ザッショノ学園。この学校の高等部に入学した三船伝助は、同じく高等部に入学した美少女・東雲ちはるに一目惚れしてしまう。そんな時、伝助は謎の先輩・御園霧香の謀略により、半強制的に謎の部活・エイケン部に入部させられることになる。しかし、エイケン部は顧問を含め全員美女ばかりの部で、何とちはるもエイケン部に入部させられていた。
部員やザッショノ学園の生徒の起こす騒動に巻き込まれつつも、伝助はちはるとの仲を良くするべく奮闘する。

## 登場人物
※声はOVA・ゲーム・ドラマCDにおける声優。

### エイケン部
三船 伝助（みふね でんすけ）
声 - 渡辺明乃
本作品の主人公。高等部1年。普通科F.1-E在籍。身長161→162cm。体重48kg。血液型A。
背が低い、影も薄い、特徴もあまり無い、といった典型的なラブコメの主人公。勉強もスポーツもダメで、ザッショノ学園にも補欠合格でようやく入学したほど。しかし女装させるとかわいく、本人の声も高いため、男だとばれずに通用することもある。あまりにも影が薄く、出席をとるときには名前を呼ばれなかったことがあったり、部活勧誘時にどこのクラブからも勧誘されず、入部当初はエイケン部員に名前や顔をなかなか覚えてもらえなかった。一方で、騒動が起こる度に自身と関わりの無い多くの人を敵に回す災難な役回りも演じている。
優柔不断な性格ではあるが、誰にでも優しく接する人当たりの良い性格や女性を守ろうとする行動から、彼に想いを寄せる女性は多い。
本人は作中で一貫してちはるに好意を持っており、性的に意識する妄想すらある(『エイケンレアイラスト集』にはコミックス版で雑誌掲載版から挿し替えられた、過激な伝助の妄想も掲載されている)が、美八留とも友人以上の関係を築いている。
転んだ拍子に相手の胸を掴んでしまうなど偶然の形で女性の身体に接触することが日常茶飯事である。
『オトナのエイケン』では夢であったスポーツライターの職に就いていることが明らかになっており、ちはるとも性的な関係となっている。
作者は伝助について「恋愛の勝ち組的な発想だけは、最後まで持たせないようにしました。だから妄想はするけど、いつでも状況に戸惑っているし、慌てている」としている。
作者自身のセルフパロディである同人作品『エイケン魔改造』では、優しさは無くなりどちらかといえば粗暴、顔は可愛らしさが消えてギャグチックになり、性的に奔放な世界観の中でも輪を掛けた変態として描かれている。
東雲 千春（しののめ ちはる）
声 - 大城美和
本作品のメインヒロイン。高等部1年。特別進学クラス1-A在籍。身長159cm。体重45kg。血液型O。利き手は左利き。通称「ちはる」。
高等部の入試をトップ合格し、様々なスポーツの助っ人もそつなくこなす、才色兼備のザッショノ学園のアイドル。さらに家事一般も得意であり、弟や妹の面倒見もいいなど、非の打ちどころのない女の子。
初期には中学時代まで眼鏡を掛けていたという設定があった。
しかし性格はとても内気で、中学校は女子校であったことから、男性に対する免疫がない。幼少の頃は、男の子が近寄っただけで泣き出すほどだった。
スタイルはかなり良い。1巻プロフィールでのスリーサイズは88（F）・55・82であったが、連載が進行していくにつれて伝助や百合子に胸を揉まれる数々のアクシデントに見舞われたためか、どんどん胸囲が大きくなっている（現実では胸を揉むことでサイズアップは見込めない）。
作中では伝助と恋仲になる前から2度も伝助に大股開きの全裸を見られたり、百合子から激しい乳揉みと乳首攻めを食らって息も絶え絶えに悶絶したりと、散々な目に遭っている。
バストの最終的な数字は100cm以上と見られるが、最終巻でのプロフィールではバスト部分が空白となっているため、正確な数字は不明。連載10周年を記念して作られた同人誌では「国内ブラは入らない」と百合子に言われている。また、『オトナのエイケン』では、その後も成長を続け、高校在学中には母・京子のバストサイズ（123.45cm）を超えたことが明かされている。『オトナのエイケン』から少し後の時系列である『オトナのエイケン キリカ』では、現在も成長中であることが仄めかされている。
作者は「胸以外は正統派でベタベタなヒロインというのを最後まで貫きました」と最終巻のおまけページで語り、彼女の発言や行動には非常に神経を使ったと吐露している。
『エイケン魔改造』では、原作の名残としてはにかみがちな性格はそのままとなっていつつも、性的に奔放な世界観に違わぬ淫乱として描かれている。
姓は、福岡市博多区の東雲町から。
御園 霧香（みその きりか）
声 - 浅野真澄
ザッショノ学園の生徒であること以外、その素性に関しては、学年はおろか一切が謎に包まれているエイケン部のリーダー的存在。身長182cm。体重?kg。血液型?。
伝助をエイケン部に強制入部させた張本人。唯一の男子部員である伝助をおもちゃにするのが趣味。破天荒な言動が多いが、ちはるに対してなかなかアプローチできない伝助を後押ししたりするなど姉御肌な面もある。
普段はそんなに怒らないおおらかな人物ながら、エイケン部を潰そうとした銀天蝶には激しい怒りを見せたこともある。風邪をひいて熱を出したり、花粉症で鼻詰まりになったり、鼻に虫が入るなど鼻に異常が起きた時は大和撫子的な性格になる。また、この性格になった時に限っては伝助に胸を揉まれるシーンがある。
作中でも特に長身・爆乳・巨尻に描かれた美女で非常にセクシーなキャラクターという描写があり、混浴露天風呂のエピソードではそのプロポーション抜群の裸体で通りすがりの中年男性に鼻血を吹かせて失神させて伝助とちはるの危機を救っている。だが伝助は一部例外的シチュエーションを除いて霧香を異性として意識しておらず、自分に悪戯をする強引な先輩としか思っていない。
最終巻のおまけページに記述された裏設定は概して「伝助の祖父は戦時中に疎開先で『年を取らない人間を生みだす組織・永研』へ参加しており、そこで『年を取らない人間』である霧香が生み出された。」という内容である。当初作品のラストは、この設定による霧香の過去をめぐったエピソードの構想であったが、作者によれば、「そんなラストにする作風とは、かけ離れてしまった。また、あくまで伝助と千春の物語なので、明るく楽しく読んでもらいたい。」との思いから、重く、シリアスな展開を避けるために変更された。松山は「もうなくなった設定ですが・・・」と前置きしている。
『オトナのエイケン キリカ』では伝助の夢の中で性的な絡みを演じている。また、伝助がその夢から醒めると体が小さくなった霧香が現れており、最終回のおまけページにあるように人造人間であることを匂わせるものとなっている。
スリーサイズは、99→測定不能（G→?カップ）・61→60・89。
春町 小萌（はるまち こもえ）
声 - 大野まりな
初等部6年。6-F在籍。身長145cm。体重50kg。血液型は「調べていない」ということで不明。
エイケン部最年少部員でありながら、部内最大の胸囲の持ち主。現実で言う思春期乳腺肥大症のような異様な見た目のバストとなっている。よく無防備に胸を揺らすが、本人に胸が大きい自覚はない。元料理部で、料理が得意。特にうどんが得意料理らしく、作中よく料理する描写がある。頑張り屋な性格。顧問の先生や部長の大善寺ひかると仲が良い。
一人っ子であるため兄妹に憧れており、伝助を実の兄のように慕っている。一方、伝助もその爆乳に悩殺されるなど小萌の性的魅力を意識することが多々ある。
スリーサイズは、111・46・65。ちなみに、体重の大部分は胸部の重量とのこと。なお「オトナのエイケン」シリーズには成長した姿を含め、一切登場していない。そちらで死んだかのように抹消されている理由としては、真偽は不明だが作者がある時「大人になったら小萌の要素が無くなる」と語っていたとのこと。
姓は、福岡市博多区の春町から。
諸岡 京子（もろおか きょうこ）
声 - 門脇舞
中等部2年。身長138cm。体重29kg。血液型A。
元科学部所属で、現在はエイケン部科学技術部門担当。母親が天才的な機械技師で、その影響からかペンタゴンのコンピュータへのハッキングや、ロボットの「グスタヴ」の設計・操縦など、並外れた技術力を持つ。その一方で、実験を行えばたいてい何かしら失敗し、その度に「実験台」と称された伝助はボロボロにされてしまうのがお約束となっている。大人びた性格を演じているが、実際には幼さも見られる。自分の体型にコンプレックスを抱いている。
口では伝助に冷たく当たるが、実際はなかなか素直になれないでいる。
『オトナのエイケン キリカ』では終盤に夢から目が醒めた伝助が淫夢にうなされていたのを見抜いているかのような態度を見せている。そちらの設定ではスリーサイズは96(H)・61・86となっており、巻末で水着姿を披露しているが、若干体重が気になる模様。
スリーサイズは、55・45・60。
姓は、福岡市博多区の諸岡から。
グレース＝鈴（グレース＝りん）
声 - 伊藤瞳子
高等部2年。国際科在籍。身長170cm。体重45kg。血液型AB。
中国人とイギリス人のハーフ。おっとりした性格でいつもニコニコと笑っていて、多少のことでは動じない。しかし、伝助を侮辱したり危険な目に遭わせたりした相手には、真顔になって怒りをあらわにする。
実家は占いで大成した一家・グレース・コンツェルンで、財閥の令嬢なのだが、そのことを鼻にかけることは一切ない。自身も占いが得意だが、かなり変わった占いが多い。その他に、中国雑技・拳法などが特技で、得意流派は「裏拳道ZERO（うらけんどうゼロ）」とのこと。その天然ぶりで主にくまちゃんとギャグシーンを演じる役回りである。
スリーサイズは、77（A）・55・80。全体的にスレンダーな体型の持ち主。
作者が18巻のおまけページで語ったところによると「日本人が一方的に勘違いした中国人キャラ」とのことで「数あるエイケンキャラの中でも描く線の数が多く大変なキャラ」と作者がこぼしていた。
くまちゃん
おそらく初等部。かなりの恥ずかしがり屋で、いつも熊の着ぐるみを着ている。凄まじい怪力と、それに見合わぬ繊細な心の持ち主。「正体は不明」という設定。
えみる
無口なブルマー姿の少女。エイケン部であることは確かで、何度か部活動の場に姿を現すが、すぐにどこかに消えてしまう。上記のくまちゃんが登場した前後のコマにおいて現れる。全く喋らなくてもなぜか彼女の考えていることが周囲の人物の頭の中に流れ込んでくる。
顧問の先生（こもんのせんせい）
声 - 石松千恵美
エイケン部顧問。ザッショノ学園英語担当教師。身長166cm。体重49kg。血液型A。
伝助と同等かあるいはそれ以上に影が薄く、作中では不自然なまでに名前の公表が避けられており、最終回で自分で名前を叫んでいる場面でようやく判明した。教師生活を12年経験していながらも担当クラスを持った経験が無く、授業とエイケン部以外の時間帯は雑用を任されている。ドジな性格で、それが転じて伝助と身体が接触するといった展開が多い。本人は痴女とは程遠い真面目な人物だが、そのドジさもあってかやたらと過激なお色気描写が多い。ただし、1度だけ酒の勢いで伝助の初夜を奪いかけたことがある。小萌（たまにひかるも加わる）と共にサービスカットを演じる場面も目立つ。教師もののテレビドラマが好きで、それを見て教師になろうと決めた。
作者は18巻のおまけページで「『エイケン』の中では『徹底的にメガネ外す=美人』を貫きました」「エイケンの先生はあくまでも小さな子供でもわかるベタな原点回帰キャラ」と作者が連載中の人物デザインの方針を語っていた。
同人誌「エイケン スピンオフ」には、下半身デブを自認する台詞がある。
スリーサイズは、85（C）・54・88。巨乳・貧乳の差が激しい本作において、唯一標準的な体型の女性キャラ。
同人誌「エイケン スピンオフ」では「キスの味ってどんな味ですか?」と質問した小萌と実際にキスをしそうになったが、小萌の胸が邪魔になって未遂に終わり、再度敢行するも互いの頭がぶつかってこれも未遂に終わった。
東雲 百合子（しののめ ゆりこ）
声 - やぶさきえみ
中等部2年。体育学科T.2-A在籍。身長156cm。体重42kg。血液型O。利き手は、ちはると同じく左利き。
ちはるの妹。陸上部とエイケン部を掛け持ちしている。長距離走の実力は中学生の中でもトップクラスである。最初の方こそ伝助を頼りない男と見做して小馬鹿にしていたが、姉同様、伝助に気があり、「伝助お兄ちゃん」と呼び慕う。姉と違いスレンダーな体格ゆえか、伝助に対して積極的に挑発行為を行う。その挑発行為は最早痴女と言えるほどの過激さである。もっとも当初は伝助がちはるの方に気があることを察していたためか、多少遠慮して行動を抑えていた面はあったものの、伝助がちはるとは別の女性とデートしている所を目撃してからは（その女性とは美八留であった）、「私も伝助お兄ちゃんの彼女になれるチャンスがある」と思うようになり、挑発行為が増していくようになった。貧乳であることにコンプレックスがあるためか、主にお尻を使った挑発を行う。ちはるの胸を故意に揉むことが多く、回を追うごとにそれが扇情的になって行き執拗さも増していった。
スリーサイズは、73→74（A）・54・81。
大善寺 ひかる（だいぜんじ ひかる）
高等部2年。エイケン部部長。身長146cm。体重31→31.2kg。血液型A。
病弱で、よく息を切らしている。かつては、銀天蝶によってエイケン部壊滅のために送り込まれた「クラブ監査委員」のメンバーだったが、伝助の親身な思いやりに触れ、自らクラブ監査委員の仕事を放棄した。その後霧香の提案により、エイケン部の部長に就任した。
その病弱さから転ぶことが多く、伝助がぶつかった勢いでひかるの局部へ手をついてしまうというシーンが多い。だが伝助のことは異性というより部の仲間として意識している傾向がある。
オカルトやホラーといった話が好きで、クラブ監査委員の時には1人「オカルト研究部」で活動し、当時は年5000円の部費を全額返納して自費で活動していた。自宅の部屋にも、ホラー関連のビデオや書籍を置いている。
実家は現役の暴力団と思しき家庭で、家の敷地内には黒服が何人も駐在している。
作者本人による画集の性質を帯びた同人誌『全裸エイケン』では、病弱設定に忠実な隈のできた目にあばらの浮いた体として描かれている。
スリーサイズは、81→82（C→D）・51・78。
姓は、久留米市の大善寺から。
鏖 神流（みなごろし かみる）
「年齢13歳」という設定から、おそらく中等部1年か2年。身長146cm。体重35kg。血液型A。
鏖CEOの一人娘。ちはるの芸能界進出騒動の後、CEOの意向でザッショノ学園に編入する。エイケン部へは、自らの意思で入部を決めた。当初は無表情で冷静な印象の少女であったが、伝助と話すときははにかむなど、実は意外と恥ずかしがり屋。
スリーサイズは、71（B）・48・70。
波方 明緒（はかた あきお）
高等部1年。医療学科I.1-D在籍。身長159cm。体重45kg。血液型O。
最終回で突如現れた伝助の幼馴染。13年前、引越しで離れ離れとなった伝助と再会するため、ザッショノ学園に編入した。基本的に他人行儀だが伝助にはかなり積極的である。幼少の頃は髪も短く、一人称も「ぼく」であったため（現在でも、伝助の前では「ぼく」であるが）、伝助はずっと同性だと思っていた。伝助は全く覚えていないが、当時は一緒に入浴したり、結婚の約束を交わすまでの仲だった様子。伝助と13年ぶりに再会するなり、感涙しながら抱き付いて胸を押し付け、人目を憚らず押し倒して無理やりキスした。霧香の提案により、エイケン部に入部。
スリーサイズは、103（J）・55・82（ちはるとほぼ同じスタイル）。スリーサイズを臆面無く他者に公表する自信家の側面もある。
姓は、福岡市博多区から。

### ザッショノ学園関係者

#### 女性陣
銀天 蝶（ぎんてん ちょう）
高等部3年。身長147cm。体重39kg。血液型A。生徒会会計委員長。苗字が銀天で、名前が蝶。
学園の経費管理を徹底的に行い、部費の無駄遣いであるとみなした部活やサークルには、容赦なく「廃部」の制裁を下す。そのため、「ザッショノのコストカッター」「鉄の女」などと呼ばれ、全校生徒に恐れられている。
霧香を目の敵にしており、エイケン部を完全に廃部に追い込まんと画策した。廃部のスペシャリスト・「クラブ監査委員」をエイケン部に差し向けるがことごとく失敗。最後には、エイケン部のスキャンダルまででっち上げ、「退学の儀」によってちはるを退学に追い込むという非情な手段まで行使したが、伝助とエイケン部に阻止され失敗した上に霧香によって浮かせた経費が理事会に横領されていたことが明らかになった。実は、彼女がそこまでエイケン部に固執したのは霧香への敵対心からではなく、初恋の相手である伝助への好意の裏返しであったためであることが明かされた。
容姿や名前に似ず家は貧乏で弟や妹が多く、家庭的な一面も持つ。
スリーサイズは、79（B）・53・80。
姓は、福岡市博多区の銀天町から。
井相田（いそうだ）
高等部3年。身長175cm。体重55kg。血液型O。
銀天蝶の右腕たる存在。当初は銀天蝶に黙って従っていたが、次第に暴走する彼女に異を唱えるようになる。最終的には、暴走した銀天蝶を説得して止めた。
スリーサイズは、79（A）・59・82。
姓は、福岡市博多区の井相田から。
五条 なでしこ（ごじょう なでしこ）
高等部3年。陸上部部長。身長169cm。体重48kg。血液型A。
将来は、マラソン次期オリンピック候補とまで言われる実力のアスリート。「クラブ監査委員」の一人で、銀天蝶の陰謀で「伝助・百合子ペア」と、エイケン部の存廃をかけた「ザッショノ学園周回マラソン」で戦った。マラソン勝負では勝ったが、伝助を想う百合子の気持ちの強さに心動かされ、同時に自己ベストを更新した百合子の実力を認め、自ら敗北を宣言する。百合子を人一倍気にかけている。陸上に対して人一倍の信念と情熱を持つ生真面目な性格。その真面目さゆえに、私生活でも陸上のため我慢することが多かったが、伝助から「息抜きも大事だ」と諭され、自分のことを気遣ってくれた伝助に好意を抱くようになった。その後は百合子に後押しされながらも、伝助と何度かデートに行くようになる。
スリーサイズは、90（E→F）・58・87。
姓は、太宰府市の五条から。
久留米野 優（くるめの ゆう）
高等部3年。演劇部部長。身長189cm。体重55kg。血液型B。
演劇に並々ならぬ情熱をかけ、その実力はハリウッドからの勧誘が来るほど。「クラブ監査委員」の一人で、伝助を演劇部に強制入部させ「自分を越える演技力を見せない限り、退部は認めない」と勝手に決め、伝助をエイケン部から遠ざけようとした。しかし、自分の演技より伝助の女装の方が観客からスタンディングオベーションを奪ったため、自身の演技力の敗北を宣言、彼の退部を認めた。変装の技術は神業に等しく、顔のみならず体型までも見事に模倣してしまう（その実力は身長、体型が段違いな子萌までも模倣する）が、その理由は本人いわく、「女優だから」。
スリーサイズは、89（B）・52・92。
姓は、久留米市から。
雷電姉妹（らいでんしまい）
高等部3年。女子プロレス部の部長を務め、リングネーム「雷電」の名を掲げてリングに上がる、ビキニ型の衣装に身を包んだ双子の姉妹。身長162cm。体重50kg。血液型A（2人とも同じ数値）。
容姿は瓜二つだが、姉の雷（らい）は色気を強調した運動音痴なボケキャラであり、初期は痴女と思えるような描写も目立った他、クラブ監査委員編後も伝助が転んで胸を掴んだ際に「イヤーン」の一言で済ませるなど性的に大らか。妹の電（でん）はグラマラスな肉体に反した武骨な性格の力自慢キャラであるが、クラブ監査委員編後は伝助には恥じらいを見せるシーンが目立つようになるなど恋愛面や性的な面に奥手。
「クラブ監査委員」最後の刺客で、「力こそ正義」をモットーにエイケン部の存続を賭けて、タッグでのプロレス勝負を挑む。序盤・中盤と、伝助とちはるのペアを圧倒するが、終盤姉妹同士で仲違いし、リング外で自滅してしまう。お互いを思いやる伝助とちはるの絆に惚れ、その後2人に弟子入りを志願する。クラブ監査委員編後も何度か伝助とあっては姉妹揃って伝助の取り合いを行うパターンを演じている。
名前とキャラのモデルは実在する女子プロレスラーのユニット「紫雷姉妹」（姉・紫雷美央、妹・紫雷イオ）。
スリーサイズは、2人とも95（H）・59・85。
赤坂 留加（あかさか るか）
高等部1年。特別進学クラス1-A在籍。身長168cm。体重50kg。血液型AB。
ちはるのクラスメートの、仲良し三人組のうちの一人。三人組はちはるから呼び捨てで呼ばれるほど、ちはるにとっては気心の知れた仲である。テニス部所属。気が強くて怒りっぽく、特に気にしている胸の小ささを指摘されると本気で怒り出す。その一方で、「胸の小ささは家系だから仕方がない」と諦めてもいる。部活に参加しなかったことを理由に、部長から退部を迫られたところを伝助がかばってくれたため、伝助に好意を持つようになる。
後にCEOに強引に芸能界に引き込まれたちはるの奪還を伝助に泣いて哀願していた。
『オトナのエイケン』では結婚し、出産した事が、ちはるによって語られている。
スリーサイズは、75（A）・56・82。
姓は、福岡市中央区の赤坂から。
祇園 紀加（ぎおん きか）
声 - 鹿野潤
高等部1年。特別進学クラス1-A在籍。身長161cm。体重49kg。血液型B。
ちはるのクラスメートの、仲良し三人組のうちの一人。バスケットボール部所属。外見・性格共にボーイッシュで、そばかすがある。留加同様、部活に参加しなかったことを理由に、部長から退部を迫られたところを伝助がかばってくれたため、伝助に好意を持つようになる。
スリーサイズは、81（B）・57・83。
姓は、福岡市博多区の祇園町から。
天神 美加（てんじん みか）
声 - 新谷良子
高等部1年。特別進学クラス1-A在籍。身長149cm。体重47kg。血液型A。
ちはるのクラスメートの、仲良し三人組のうちの一人。文学部所属。髪型はショートヘアでメガネをかけている。いつも夢見がちなロマンチストであり、やや太り気味であることを自他ともに認めている描写が散見される。留加・紀加同様に、部活に参加しなかったことを理由に、部長から退部を迫られたところを伝助がかばってくれたため、伝助に好意を持つようになった。
スリーサイズは、85（D）・59・83。
姓は、福岡市中央区の天神から。
大之城 ツバキ（おおのじょう ツバキ）
中等部2年。普通科F.2-H在籍。身長149cm。体重38kg。血液型A。
バスケットボール部所属。元気で快活、実直な性格で、頭で考えるよりもまず先に行動に移す猪突猛進な女の子。語尾に「〜っス」を付けるのが口癖。同じバスケ部の先輩・轟に恋をし、轟の友人である伝助に相談を持ちかけた。
スリーサイズは、78・52・78。
姓は、大野城市から。

#### 男性陣
島田（しまだ）
声 - 伊藤健太郎
高等部1年。伝助の中学時代からのクラスメイト。柔道部所属。身長175cm。体重120kg。血液型B。13巻で彼女ができた。巨乳好きだが彼女は容姿・プロポーション共に地味であり、轟からは意外の感を抱かれた。作者によれば、モデルは「学生時代にアルバイトをした本屋の先輩」とのこと。
轟（とどろき）
声 - 鈴木千尋
高等部1年。伝助の中学時代からのクラスメイト。バスケットボール部所属。身長184cm。70kg。血液型AB。13巻で女子バスケ部のキャプテンに告白し、交際し始めた。島田と共にそれぞれの部活からスカウトを受けている。
黒沢 志麻（くろさわ しま）
声 - 櫻井孝宏
高等部2年。特別進学クラス在籍。身長186cm。体重70kg。血液型B。
アメリカ留学から帰国した、特別進学クラス在籍の超エリート。ちはるに惚れている伝助のライバルだったが、3巻以外ほとんど出演していない。勉強やスポーツをそつなくこなす上に美男子なのだが、勝負に負けてから泣き出すというヘタレな一面がある。OVAではカツラ描写があり、エイケン部を隠しカメラで覗いていた。過去には霧香にもアタックしたが、見事に玉砕したため、そのショックでアメリカに渡っていた。原作では作者にすら忘れ去られているという描写があった。
麦野 徹矢（むぎの てつや）
高等部3年。身長139cm。体重25kg。血液型A。腰の低い人物であり、生徒会長だが銀天蝶に実権を握られお飾りに甘んじている。しかし銀天蝶の暴走を見たことで、伝助とちはるが「退学の儀」を受け入れた際に自身も退学届に名前を書くことを申し出た。単行本9巻のおまけページでは作者が「小萌主人公の試作版エイケンでの三船伝助のデザインを流用した」と明かしている。
理事会（りじかい）
ザッショノ学園の理事たちの総称。銀天蝶が会計委員として浮かせた経費で豪遊するなどの汚職や放漫経営などに表されるような無能として知られており、その結果として一度学園が経営破綻に追い込まれた。CEOいわく「10年前より経営が傾いていたのに学校名を漢字表記から片仮名表記に変える努力しかしていなかった」、京子いわく「学園が経営破綻したのもいまだにバブル経営をしていた報い」など散々な評判を受けていたが、ちはるの弁によると経営破綻後は修行してそば職人に転身して学内にそば屋を開業したという。

### 学園外

#### 家族・保護者
東雲 美八留（しののめ みはる）
声 - 鹿野潤
○×学園高等部1年。美術科在籍。身長160cm。体重48kg。血液型O。様々なアルバイトに明け暮れる、関西出身の元気な女の子。
バイト先のネットカフェで新人の伝助の研修を任されたことから知り合い、勤務中に悪質な客から身を挺して守ってもらったのを機に伝助に好意を抱くようになる。それ以降は伝助と顔を合わせるたびに抱きついたり、デートに誘うなど親密な間柄を築いている。父親との再会が中々叶わず心が折れそうになった時に裸で涙を流しながら伝助に縋るように抱き付いた描写の他、最終話で転んだ伝助に太腿を掴まれた際は乳首を勃起させて感じているような描写があり、伝助を性的に意識しているとも取れる。
伝助をモデルにした作品でコンクールの大賞を受賞したり、絵の勉強で海外にホームステイしたりなど、絵の才能は高いことがうかがえる。寝相が悪い。当初は美八留とだけ名乗っていたが、途中で姓が東雲であることやちはるらとは従姉妹の関係にあることなどが明かされ（「ちはちゃん」「みはちゃん」と呼び合うなど、その関係は良好）、学校を超えた友人（以上）の関係を気づいていた伝助にある種の危機感を抱かせることとなる。
様々なアルバイトをしているのは、幼い頃借金を抱えて行方不明となった父親を探すためであり、その後単行本第15巻で父親と涙の再会を果たした。それ以後は離婚していた両親が再婚を果たし、姓が変わって本町（もとまち）美八留となった。
『オトナのエイケン ミハル』では伝助にフラれた未練から伝助にそっくりな男を見つけてはベッドを共にする日々を送っている様子が描かれている。また、本編終了後の時系列で年の離れた妹である美九（みく）が生まれている。
スリーサイズは、82→84（B→C）・56・82→83。
三船 このは（みふね このは）
伝助の妹で中学1年生。身長145cm。体重35kg。血液型A。女装時の伝助と外見がそっくりなため、エイケン部員に間違われトラブルに巻き込まれたことがある。中学校では、手芸部に所属している。
スリーサイズは、66・53・70。
東雲 京子（しののめ けいこ）
東雲姉弟の母にして、かつての伝説のアイドル・星野　純（ほしのじゅん）でもある、眼鏡を掛けたマイペースでのんびり屋の女性。身長168cm。体重50kg。血液型O。年齢34歳。
本作品中最大の胸囲で、6人の子持ちとは到底思えない若々しい美貌とスタイルの持ち主。現在は芸能界を引退して家庭に入り、家計を支えるため工場に勤めている。アイドル時代はミナゴロシグループの前身となる芸能事務所に所属しており、結婚で芸能界を引退するときのいきさつが、後の鏖CEOとの間の確執を生んだ。
伝助を一少年としか思っていなかったのか、伝助が転んだ拍子に両胸を鷲掴みした形で伝助との初対面を果たした際にも平然としていた。また、その後も無防備に巨大な胸を揺らしたり押し付けたり、水着姿になることもあり、伝助を悩殺することもあったが、何だかんだで作中本編において伝助とは「娘の友人と保護者」の関係を出なかった。
『オトナのエイケン』での伝助はモノローグで「京子お義母さん」と名前を出しており、この時点で既に伝助とちはる婚約中であることが示唆されている。
スリーサイズは、123.45（K）・55.5・89.9。
東雲 三紀斗（しののめ みきと）
東雲家の長男。顔立ちがちはるとそっくりであるが、性格は全く正反対で積極的。登場時は必ず、その時のちはるの最新のバストサイズと同等の偽胸を付けて女装して登場する。一目でちはると見分けられた人物は作中では家族以外に存在せず、ちはるの友達三人組（留加・紀加・美加）は完全にちはると思い込んで話し、轟・島田に至っては三紀斗の冗談を真に受けていた。一人称は「ぼく」（女装時は「私」）。
三船 千代美（みふね ちよみ）
伝助の母。身長158cm。体重47kg。血液型O。子供に理解ある大らかな性格で、「浮気は男の甲斐性」として大勢の女性たちからアプローチを受け続ける息子を笑顔ながら見守っている。
スリーサイズは、82（B）・60・83。
諸岡 礼子（もろおか れいこ）
諸岡京子の母親。身長148cm。体重44kg。血液型A。
某国の研究施設の最先端で活躍する天才技術者で、自らが開発した世界最強の人型ロボット「グスタヴアイン」を操る。夫は既に他界している。京子からは「偉大な技術者」及び「母親」として尊敬され、その内面にも多大な影響を与えている。クールな外見に似合わず、フランクな性格。
スリーサイズは、86（F）・58・83。
グレース＝金（グレース＝きん）
鈴の母親。身長169cm。体重48kg。血液型AB。閉じ目の笑顔や礼儀正しい立ち居振る舞い、スラリと伸びた長い脚など、娘の鈴とそっくりな外見。鈴同様に武術に長けており、テロリスト集団を娘と共に「裏拳道ZEROの舞」で撃退した。
スリーサイズは、84（D）・52・86。
グレース＝漢（グレース＝かん）
鈴の父親。身長140cm。体重107kg（ほとんどが筋肉）。血液型AB。華僑最大の財閥・「グレース・コンツェルン」の創始者でもある、グレース＝鈴の父親。小柄な体型ながら、武術では母娘を凌ぐ実力を持っている。
春町 ももえ（はるまち ももえ）
小萌の祖母。身長139cm。体重34kg。血液型A。登場する度に衣装や髪形、言動がファンキーになっていく、元気なおばあちゃん。伝助を孫娘の小萌の結婚相手にしようと、2人の仲が近づくよう画策する。
くまちゃんのお姉さん
くまちゃんの姉。妹同様、極端な恥ずかしがり屋で、熊の着ぐるみを着ている。頭に花の飾りがある。
ゆも
くまちゃんのお姉さんが登場したときに初登場したキャラ。犬が近づいただけでも動けなくなるほどの恐がり。
顧問の先生の母親（本名不詳）
顧問の先生の母親。身長148cm。体重38kg。血液型B。結婚の遅い娘に対して、執拗にお見合い話を持ち掛けてくる。礼儀作法には厳格だが、家族以外の人物にはフレンドリーに接する。
大善寺 輝久（だいぜんじ かがやく）
ひかるの母親。身長148cm。体重34kg。血液型A。暴力団と思しき一家である大善寺家の正統後継者で、物静かそうな外見とは裏腹に凶暴な夫をピシャリと叱りつける芯の強さと、夫をも上回る強さを持つ。18巻でザッショノ学園一行がCEOからちはるを奪還する計画を実行した際は、鉤爪を装備して戦闘を行っていた描写がある。
スリーサイズは、82（D）・52・79。
大善寺 獲鬼召苦（だいぜんじ ときめく）
ひかるの父親。身長520cm。体重2700kg。血液型AB。年齢42歳。恐ろしい容姿ではあるが、愛娘のひかるに対しては甘い。最初は家に来た伝助がひかるにいかがわしい事をしたと勘違いして激怒するが、ひかるの説明により誤解が解けるとすぐに伝助を客人としてもてなした。実は大善寺家の婿養子で、かつて大善寺家へ殴り込みに行ったところ、現在の妻（輝久）に瞬殺されて返り討ちに遭ったのが馴れ初め、という逸話がある。
東雲 華尾留（しののめ かおる）
美八留の母親。身長173cm。体重60kg。血液型O。白シャツにジーンズ姿、口には常時咥えタバコといったガテン系の出で立ちで、職業はデコトラの運転手。今まで一人関西の実家に残っていたが、失踪していた夫との再会を機にザッショノに引っ越してくる。
スリーサイズは、96（H）・61・90。
東雲美八留の父親（本名不詳）
美八留の父親。身長178cm。体重62kg。血液型O。白髪頭で眼鏡を掛けた人当たりの良い温厚な人物。美八留がまだ幼い頃、事業の失敗による多額の借金を一人で背負い込んで家族の前から失踪してしまう。現在はザッショノ学園の給食センター長に就き、借金を完済するため日々働いている。
鏖CEO（みなごろし　シー・イー・オー）
世界No.1の企業「ミナゴロシグループ」のトップに立つ敏腕女社長。身長188cm。体重60kg。血液型A。
霧香のバストをさらに大きくしたような極端な爆乳として描かれ、百合子からも「お胸の社長」と呼ばれてる。
つぶれかけの事務所から事業を始め、現在では食料品関係から銀行、軍需産業、さらには芸能プロダクションに到るまで手がける超巨大企業に急成長させた実力者。その財力の前では日本の首相も下手に出るほど。マスコミに向けては自らのプロポーションを活かした過激なパフォーマンスもしている。経営破綻したザッショノ学園再建のため莫大な資金を投じ、そのカリスマ性から学園中の支持を集めた。
過去に、星野純（東雲京子）の芸能界引退を止められなかった母の姿を見、東雲京子の娘であるちはるを芸能界に無理矢理引き入れることで過去のトラウマを払拭しようとした。過去のトラウマは地味で純朴な少女に過ぎなかった彼女を180度変えてしまっている。また、その際に抗議に出向いた伝助に色仕掛けを行って(伝助が寝込んでいるところを犯したと示唆されるような描写もある)ちはるを諦めさせようとした。しかし伝助は自身と縁のあるザッショノ学園の女性キャラや生徒会、その保護者などを味方にした総力戦でちはるの奪還を狙い、最終的にCEOは伝助とちはるの互いを思いやる気持ちに心打たれ、かつての母の気持ちを悟り自ら負けを認めた。その後はエイケン部とも和解し、娘の神流（かみる）をザッショノ学園に入学させた。本名は、鏖 小鳥（ことり）。結婚はしておらず、神流は人工授精で授かった。
最初は伝助を無力な少年と見做していたに過ぎなかったが、エイケン部との和解後には霧香に伝助に対する好意を見抜かれて照れるような様子を見せた。また、破廉恥とも言える普段の出で立ちはメディアに向けたパフォーマンスに過ぎないようで、プライベートで母と面会した際は地味な服装をしていた。
最終巻のおまけページによると、作者は本来は母のエピソードもじっくり描きたかったが、暗くなりそうなのでラストであっさり流したとのこと。
スリーサイズは、110（J）・59・90。

#### その他
利隠（りおん）
声 - 川田紳司
グレース＝鈴の身辺を警護する、元傭兵の長身長髪の美形。身長198cm。体重72kg。血液型A。伝助が鈴にセクハラ等をしたと決めつけては伝助に凄むのがパターン化していた。鈴のボディガードとなっているが、実は鈴が暴走して手のつけられなくなったとき、周囲の人間を危険から守ることが本来の任務となっている。設定上、長らく性別は「不明」となっていたが、終盤にて女性陣の入浴シーンに同行しており、その際に女性であることが判明している。
『エイケン魔改造』では恥じらいながら伝助に裸を見せて情事に誘うなど、本編の様子からは想像も付かないシーンを演じている。
ハルチ姫（ハルチひめ）
「スコポン王国」という国の姫君で、外見はちはると瓜二つの美少女。身長159cm。体重45kg。血液型O（RH-）。左利き。伝助とは南国の島でSPから逃げているところ偶然出会って縁が出来た。伝助に対して抱きつくなど、積極的なスキンシップを取ってくる。また、ちはるに対して「あなたの彼氏(伝助)を借りてもいいかしら?」と英語で聞いてきたり、来日した際にお忍びで一緒にデートした伝助をラブホテルに連れ込むなど、伝助を異性として意識している。ラブホテルに連れ込まれた伝助がハルチにフェラチオをされそうになったと示唆される描写もあるが、直前でハルチがデートに疲れて寝入ったため伝助は貞操を喪わずに済んだ。
スリーサイズは、「ちはると同じ」という設定になっている。
ネコマンマン
子供たちに人気のアニメ。黒い頭巾を被ったネコマンマンというキャラクターが、ブーメランで悪と戦う。漫画、関連グッズなど作中に度々登場する。

#### ラジオドラマ
堀江由衣の天使のたまご（2002年10月 - 12月程まで）内で放送されていた。
観音寺 マリア（かんのんじ マリア）
ラジオ版のみに登場するキャラクター。片言の日本語を使うシスター。エイケンヴを目の仇にし天罰を食らわせようと画策しているが、常にトラブルに巻き込まれ失敗する。

## OVA
2003年6月25日に「前編」、2004年6月23日に「後編」が発売された。

### スタッフ
- 原作 - 松山せいじ（秋田書店「週刊少年チャンピオン」連載）
- 監督 - 大畑清隆（前編）、阿蘭墨(C)（後編）
- 脚本 - 大久保智康
- キャラクターデザイン - 石浜真史
- 作画監督 - 生黒雄男（前編）、秋島栄太（後編）、寺沢伸介（後編）、トム・コリンズ（後編）
- 美術監督 - 柴田千佳子
- 色彩設定 - 伊藤由紀子
- 撮影監督 - 塩田潤
- 編集 - 西山茂
- 音響監督 - 明田川仁
- 音楽 - 五島翔（ソフトハウス右脳）
- 音楽制作 - スターチャイルドレコード
- 音響制作 - マジックカプセル
- 録音 - 飯野和義（三分坂スタジオ）※各々の所属社名（　　　）はノン・クレジット
- 効果 - サウンドボックス（倉橋静男、武藤晶子）
- アシスタントエンジニア - 山口沙織（三分坂スタジオ）
- 音響担当 - 濱野高年（マジックカプセル）
- 録音スタジオ - 三分坂スタジオ
- ビデオ編集 - 東京現像所（金高明宏）
- 協力 - 秋田書店、週刊少年チャンピオン編集部、パイパニック、animo（前編のみ）
- オープニング
  - 作画監督 - 石浜真史
  - 原画 - 君島繋、織枝一寛、加藤泰久、沼田誠也、岩倉和憲
- エンディングイラスト - 松山せいじ
- 企画 - 大月俊倫（スターチャイルドレコード）、真木太郎（ジェンコ）
- プロデューサー - 森山敦（スターチャイルドレコード）、大澤信博（ジェンコ）、松倉友二（J.C.STAFF）
- アシスタントプロデューサー - 山中隆弘（スターチャイルドレコード）、畠山拓郎（ジェンコ）
- 宣伝担当 - 永谷敬之（スターチャイルドレコード）
- プロデュース - ジェンコ
- アニメーション制作 - J.C.STAFF
- 製作 - エイケンヴ一同（スターチャイルドレコード、ジェンコ、J.C.STAFF）
- 著作権表記 - ©松山せいじ・秋田書店／エイケンヴ一同

### 外国発売
- アニメワークス（英語版）（北アメリカ）
- 勝利國際多媒體（中国語版）（台灣）

### 主題歌
オープニングテーマ「Feel like our days」
作詞・作曲 - 岡田実音 / 編曲 - 岡田実音、高島智明 / 唄 - 籐子
エンディングテーマ「JEWEL'S memory」
作詞・作曲 - 岡田実音 / 編曲 - 岡田実音、高島智明 / 唄 - 籐子

## ドラマCD
『エイケン 課外授業』
2003年2月26日、スターチャイルド / KICA-595
収録内容
1. オープニングテーマ「Good Fellows」
  - 作詞・作曲 - 岡田実音 / 編曲 - 岡田実音、高島智明 / 歌 - 籐子
2. 伝助の一番長い日
3. 走ってメロメロっす
4. 愛の授業～百合子仕立て～
5. グレースとのイケナイ一日?
6. 小萌は風邪の子?元気な子?
7. ツクールウォーズ～泣き虫先生の一日戦争～
8. 京子と伝助のラーメン
9. 御園家の謎
10. 東雲家の時間ですよ～
11. とつげき!!三船伝助のお宅訪問!!～クリスマス編～
12. エンディングテーマ「ヴァイオレット・レインの瞬間」
  - 作詞 - 高島智明 / 作曲 - 岡田実音 / 編曲 - 岡田実音、高島智明 / 歌 - 籐子

### キャラクターソング＆ドラマ
『エイケン 萌える音楽室』
2003年3月26日、スターチャイルド / KICA-600
2002年12月に放送終了したラジオドラマ『エイケン』の女性キャラクター8人によるキャラクターソングと、未放送分のラジオドラマ2話を収録したのアルバム。
収録内容
1. ハートのA / 東雲百合子（やぶさきえみ）
2. Happiness / 御園霧香（浅野真澄）
3. トキメキとキラメキ / 美八留（鹿野潤）
4. 奇跡のシンデレラ / 春町小萌（大野まりな）
5. ヒマワリになりたい / 顧問の先生（石松千恵美）
6. 科学記号で恋をして… / 諸岡京子（門脇舞）
7. GREAT LADY / グレース＝鈴（伊藤瞳子）
8. あなたを信じてる / 東雲千春（大城美和）
9. Good Fellows（オンエアーサイズ） / 籐子
10. バレンタイン温泉in熱海～前編～
11. バレンタイン温泉in熱海～後編～
12. ヴァイオレット・レインの瞬間（オンエアーサイズ） / 籐子

## ゲーム

### ゲーム
『エイケン for PC 〜めくるめく電算室 エイケン仕立て〜』は、2003年5月23日にスターチャイルドより発売された、Windows用恋愛アドベンチャーゲーム。

### スタッフ
- 原作 - 松山せいじ（秋田書店「週刊少年チャンピオン」連載）
- 脚本 - 植竹須美男
- 原画 - 松山せいじ
- 音楽 - 五島翔（ソフトハウス右脳）
- 音響監督 - 明田川仁
- 製作・発売・販売 - キングレコード株式会社、スターチャイルド
- 企画・制作 - ゼクシズ

### キャスト
- 東雲ちはる：大城美和
- 御園霧香：浅野真澄
- 春町小萌：大野まりな
- 諸岡京子：門脇舞
- グレース＝鈴：伊藤瞳子
- 顧問の先生：石松千恵美
- 東雲百合子：やぶさきえみ
- 美八留：鹿野潤
- 三船伝助：渡辺明乃

## その他
秋田書店より、公式ガイドブックが刊行されている。
- エイケン公式ガイドブック（秋田書店 2003年9月5日刊 ISBN 4-253-20137-7）

ゾクセイf